# Robert Brown (botanist)
Robert Brown (n. 21 decembrie 1773, Montrose⁠(d), Scoția, Regatul Marii Britanii – d. 10 iunie 1858, Londra, Regatul Unit al Marii Britanii și Irlandei) a fost un botanist britanic de origine scoțiană, care a cercetat și cartografiat flora Australiei, descriind astfel peste 4000 de specii noi de plante specifice continentului australian. Paradoxal, el este cunoscut în istoria științei universale mai ales pentru noțiunea de mișcare browniană și nu pentru meritele sale de mare botanist.

## Biografie
S-a născut în Montrose, Scoția. A studiat medicina la Universitatea din Edinburgh. În 1795 devine medic al armatei britanice, staționat într-o garnizoană irlandeză. 

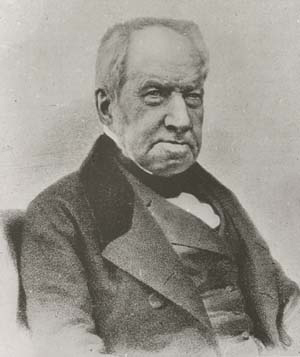
Robert Brown (1773–1858)] la vârsta senectuții

## Mișcarea browniană
De numele lui se leagă descoperirea mișcării spontane, complet haotice și dependente de temperatură a unor particule extrem de fine aflate în suspensie coloidală. Mișcarea a fost numită ulterior mișcare browniană. Acest fenomen a fost prima justificare experimentală a existenței agitației termice a particulelor constituente ale materiei (molecule, atomi, etc).

## Legături externe
- Classic papers by Robert Brown Arhivat în 2 ianuarie 2007, la Wayback Machine. PDFs of several original papers by Robert Brown are available from this webpage.
- Robert Brown’s Australian Botanical Specimens, 1801–1805 at the British Museum (BM) Arhivat în 19 aprilie 2013, la Wayback Machine. A comprehensive database.
- Robert Brown's work on orchids.
- Robert Brown on Ask.com